# Ясна поляна
Вижте пояснителната страница за други значения на Ясна поляна.
Ясна поляна е село в Югоизточна България. То се намира в община Приморско, област Бургас.

## География
Разположено в полите на Странджа планина, по поречието на река Дяволска. В северния край на селото минава и река Ропотамо. Обградено е от вековни гори, наричани от местното население лонгузи. Селото се намира на 12 km от общинския център Приморско, на 16 km от Китен и на 36 km от областния център Бургас.
През 1970-те години около селото (на 5 km) е построен вторият по големина язовир в област Бургас – „Ясна поляна“, който осигурява питейна вода за Южното Черноморие.

## История
Старото име на селото е било Алан кайряк, означаващо място на припек. Името „Ясна поляна“ е свързано с писателя Лев Толстой. В началото на 20. век група млади интелигенти от всички краища на България създават толстоистка колония в селото, поддържаща кореспонденция с Лев Николаевич Толстой. Комуната е била силно вписана в живота на селото през първите десетилетия на 20. век. Когато през 1934 г. възниква въпросът за преименуване на селото с българско име, по предложение на местния учител Андрей Ненов то получава името на родното място на писателя – Ясна поляна.

## Население

### Етнически състав
Преброяване на населението през 2011 г.
Численост и дял на етническите групи според преброяването на населението през 2011 г.:
|                     | Численост |
| Общо                | 684       |
| Българи             | 254       |
| Турци               | 10        |
| Цигани              | 11        |
| Други               | -         |
| Не се самоопределят | -         |
| Неотговорили        | 406       |

## Забележителности
Музеи
В селото има музей, една част от който е посветена на Лев Толстой и неговите последователи – толстоистите. Приятна изненада представлява другата етнографо-историческа част – старите дървени рала, становете и огромните делви.
Аязмо и параклис
На 1 километър от селото, в сянката на вековните гори се намира аязмо с параклис „Св. св. Константин и Елена“. Твърди се, че водата на чешмичката до параклиса е лековита. На големите християнски празници, и по-конкретно на Великден, цялото население на селото се събира на аязмото, палят свещи в параклиса, „борят“ яйца, яде се козунак и „странджански дядо“, и се налива от лечебната вода.

## Толстоистка колония
Толстоистката колония се основава през 1906 г., като първите колонисти са Димитър Жечков и Петър Жеков от Бургас, Стефан Андрейчин от Габрово, Ташко Каметов от София, Христо Досев от Стара Загора, руският княз Гаврило Вулф. Колонистите се прехранват основно със земеделие, като обработват земята без животни и спазват принципите на толстоисткото движение. Колонията се разпада през октомври 1908 г., но остава трайни спомени сред жителите на селото.

## Редовни събития
- В селото ежегодно се провежда международен симпозиум по скулптура, дърворезба и борби.
- На ежегодния панаир за празника на Св. Константин и Елена се събират земляците и се провеждат пищни тържества с богата фолклорна програма.
- Редовно се провеждат сбирки на Тракийското дружество.

## Други
- Населението изповядва православно християнство
- Местната битова фолклорна група активно участва във всички местни и национални конкурси за народна песен и изяви.
- През летния сезон кипи активен селски еко-туризъм, с организирани групи и индивидуални туристи.
- В селото има „новоселци“ от Великобритания.
- През летния сезон се организират театрални представления на открито с международно участие.

## Кухня
Ясна поляна е едно от малкото населени места в България, където можете да опитате истинско домашно приготвен „странджански дядо“. Процедурата на приготвяне трае средно 5 месеца – от ноември-декември до Великден, когато се разрязва от стопанина на къщата.

## Личности
- Георги Киранков, български революционер, учил в Сливенската гимназия, деец на ВМОРО[3]
- Стамо Грудов, български революционер, деец на ВМОРО